# Newton-with-Clifton
Newton-with-Clifton est une paroisse civile du Lancashire, en Angleterre.